# Chlorophytum
Chlorophytum este un gen care conține aproximativ 200 până la 220 de specii de plante perene, din familia Agavaceae, native din regiunile tropicale și subtropicale din Africa și Asia.

## Taxonomie
Genul a fost descris prima dată de John Bellenden Ker Gawler și publicat în Botanical Magazine 27: , t. 1071. 1807. Specia tip este  Chlorophytum inornatum.

### Specii alese
- Chlorophytum amaniense
- Chlorophytum arundinaceum
- Chlorophytum bichetii
- Chlorophytum borivilianum - India, unde se utilizează ca plantă medicinală. [4]
- Chlorophytum capense
- Chlorophytum comosum (Planta-păianjen) - Africa de Sud, plantă ornamentală
- Chlorophytum heynei
- Chlorophytum hoffmannii
- Chlorophytum inornatum
- Chlorophytum macrophyllum
- Chlorophytum nepalense (extintă)
- Chlorophytum orchidastrum